# Sizigia
La sizigia (pronuncia: sidˈʣiʤa), o più raramente sigizia, metatesi nata per eufonia, significa unione, congiunzione, o allineamento. Si tratta dell'equivalente, in italiano, del latino tardo syzygia, dal greco syzygía (συζυγíα), derivato a sua volta da sýzygos (σύζυγος), che significa «aggiogato» o «accoppiato»: è composto infatti di sýn (σύν), «insieme», e zygón (ζυγόν), «giogo».

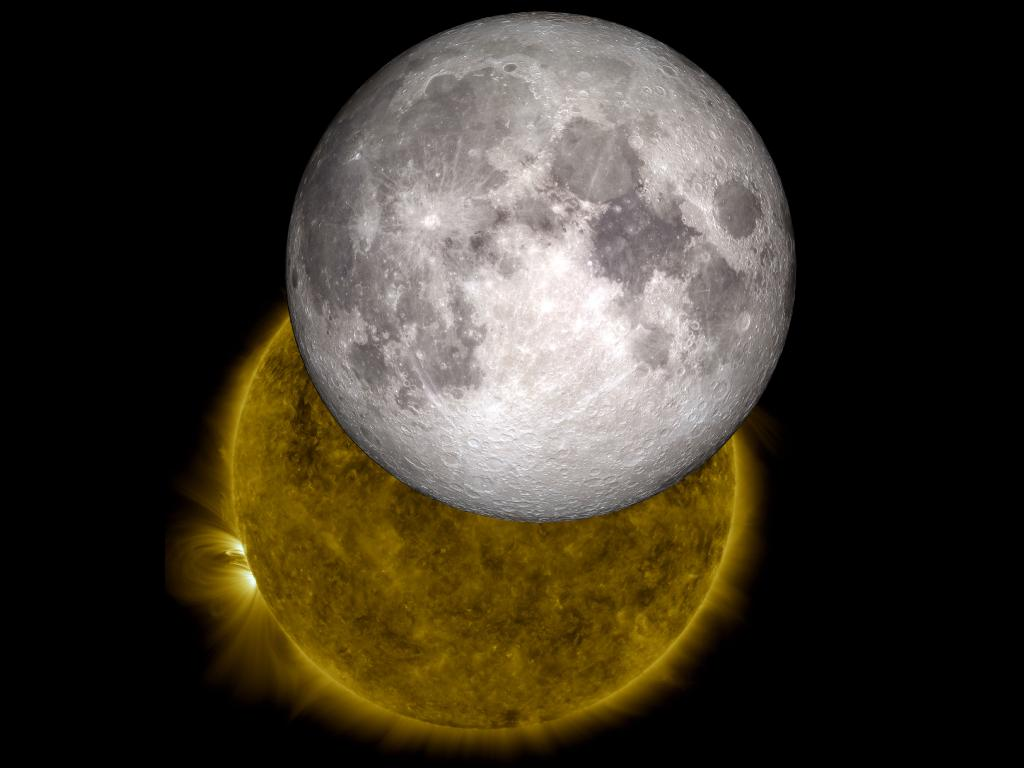
Rielaborazione grafica raffigurante un allineamento di Luna e Sole durante un'eclissi.

Il termine risulta utile per la sua genericità, che consente di raggruppare termini talvolta contrapposti; ad esempio in astronomia pleniluni e noviluni, e più in generale congiunzioni e opposizioni sono entrambi sizigie.

## Astronomia
Sizigia in astronomia non è quindi una semplice congiunzione, ma una configurazione astronomica con tre o più corpi celesti, due dei quali possono trovarsi anche in opposizione, purché tutti siano disposti approssimativamente lungo una linea retta.
Normalmente uno di questi tre corpi è la Terra, dalla quale si osserva appunto l'allineamento (e quindi la congiunzione o l'opposizione) degli altri due. Eclissi, transiti e occultazioni sono fenomeni astronomici che hanno luogo solo durante una sizigia.

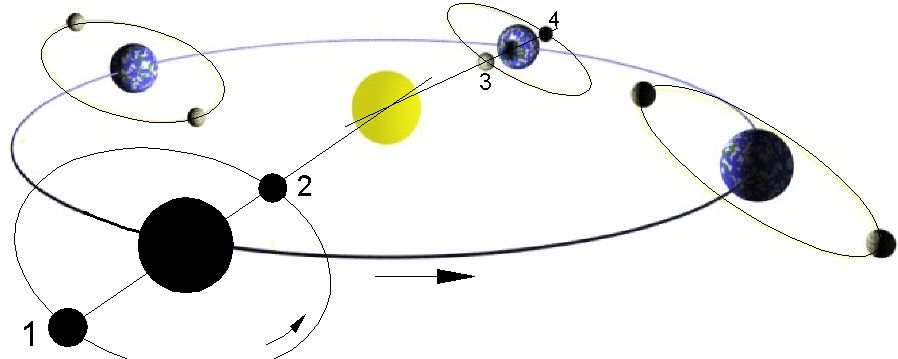
Esempi di sizigie, cioè di allineamenti Sole-Luna-Terra (col Sole al centro), che ricorrono nelle configurazioni indicate coi numeri 1, 2, 3, 4, mentre le due posizioni della Terra a lato, con la Luna non allineata, non lo sono.

Quando nessuno dei tre corpi celesti è la Terra, il verificarsi di una sizigia non può essere osservato dalla Terra, ma deve essere calcolato. Un esempio si è verificato il 21 marzo 1894, verso le 23:00 GMT, quando Mercurio ha transitato il Sole, visto da Venere, e Mercurio e Venere hanno simultaneamente transitato il Sole visti da Saturno.
L'astronautica ha reso possibile l'osservazione di sizigie anche da altri punti d'osservazione.

Il 3 giugno 2014, infatti, il Curiosity rover ha osservato il transito di Mercurio davanti al Sole, primo caso di osservazione di un transito planetario da un corpo celeste diverso dalla Terra.
In planetologia il termine è spesso usato al plurale per indicare le posizioni dell'orbita della Luna in cui questa si trova in congiunzione o in opposizione al Sole, il che avviene durante le fasi lunari del novilunio e del plenilunio. In questo utilizzo il termine si contrappone a quello di quadratura, situazione che si verifica durante il primo e l'ultimo quarto, quando l'angolo Luna-Terra-Sole risulta retto.
Durante le sizigie l'attrazione gravitazionale del Sole e della Luna si combina costruttivamente nell'accrescere l'intensità delle maree, che vengono appunto dette maree sizigiali.

## Altri usi

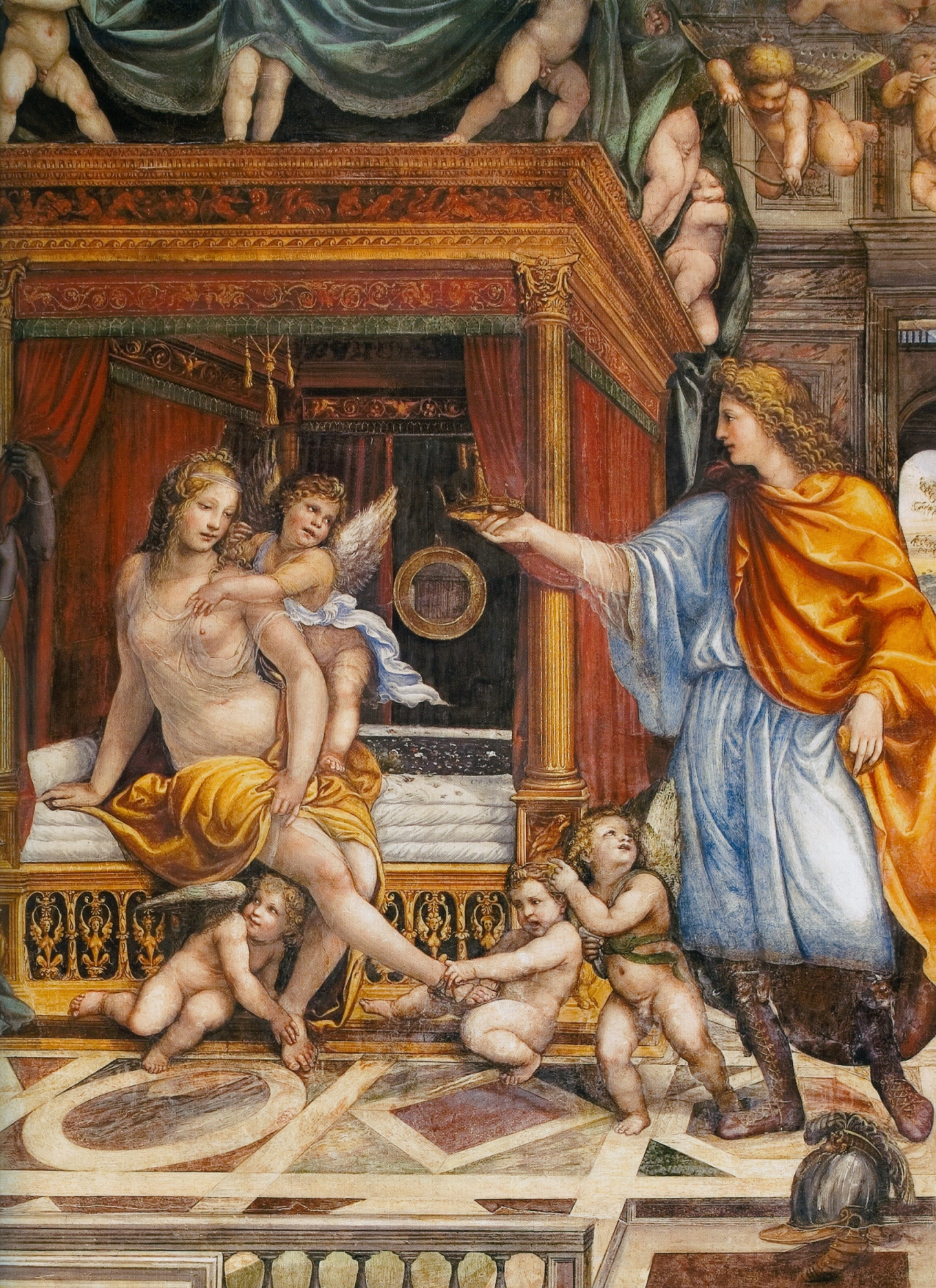
Nozze di Alessandro e Rossane, contenente simboli e rimandi nascosti al tema dell'unione alchemica tra Marte e Venere.

Come ricorda Ernst Bloch, il termine ha avuto storicamente una valenza astrologica riferita soprattutto all'unione ierogamica del maschio e della femmina, archetipi simboleggiati dai due luminari, Sole e Luna, oppure da Marte e Venere, anche se viene utilizzato per altri casi di appaiamento non necessariamente di tipo sessuale.
- Nello gnosticismo indica una coppia di Eoni complementari secondo appunto il modello "maschio-femmina".
- Nell'alchimia indica la ricomposizione dei contrari (simboleggiata dal matrimonio sacro, o «ierogamia», della coppia Sole-Luna) nell'opera alchemica tramite il Rebis. Secondo il Rosarium Philosophorum di Arnaldo da Villanova, questa ricomposizione riconduce all'originario androgino del mito platonico. La tradizione alchemica si è ramificata in tutte le branche dell'esoterismo. Un esempio sono Le nozze chimiche di Christian Rosenkreutz.
- In metrica indica una coppia di piedi, soprattutto se di tipo diverso, in quanto la ripetizione di due piedi uguali si definirebbe meglio dipodia.
- In biologia in campo genetico può indicare l'appaiamento dei cromosomi durante la meiosi. In microbiologia l'associazione gregaria di protozoi senza ancora fusione sessuale.[10]
- In algebra una sizigia è una relazione fra i generatori di un modulo.[11]
- Nelle ultime opere di Jung (per esempio il Mysterium Coniunctionis del 1956)[12] la sizigia, in quanto matrimonio alchemico, è vista come una proiezione del superamento dei conflitti tra Anima e Animus.